# Las Posadas

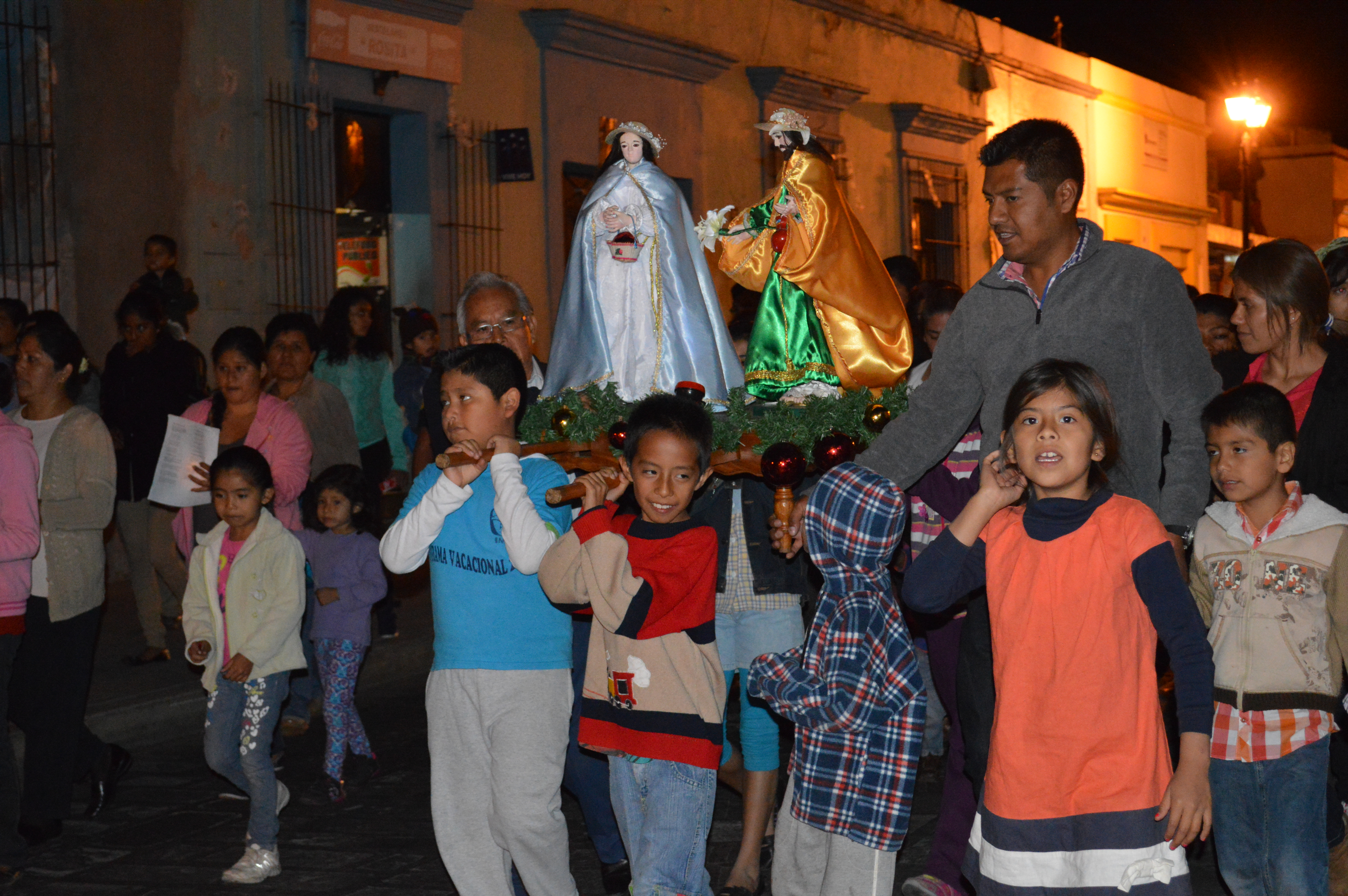
Las-Posadas-Prozession in Oaxaca, Mexiko

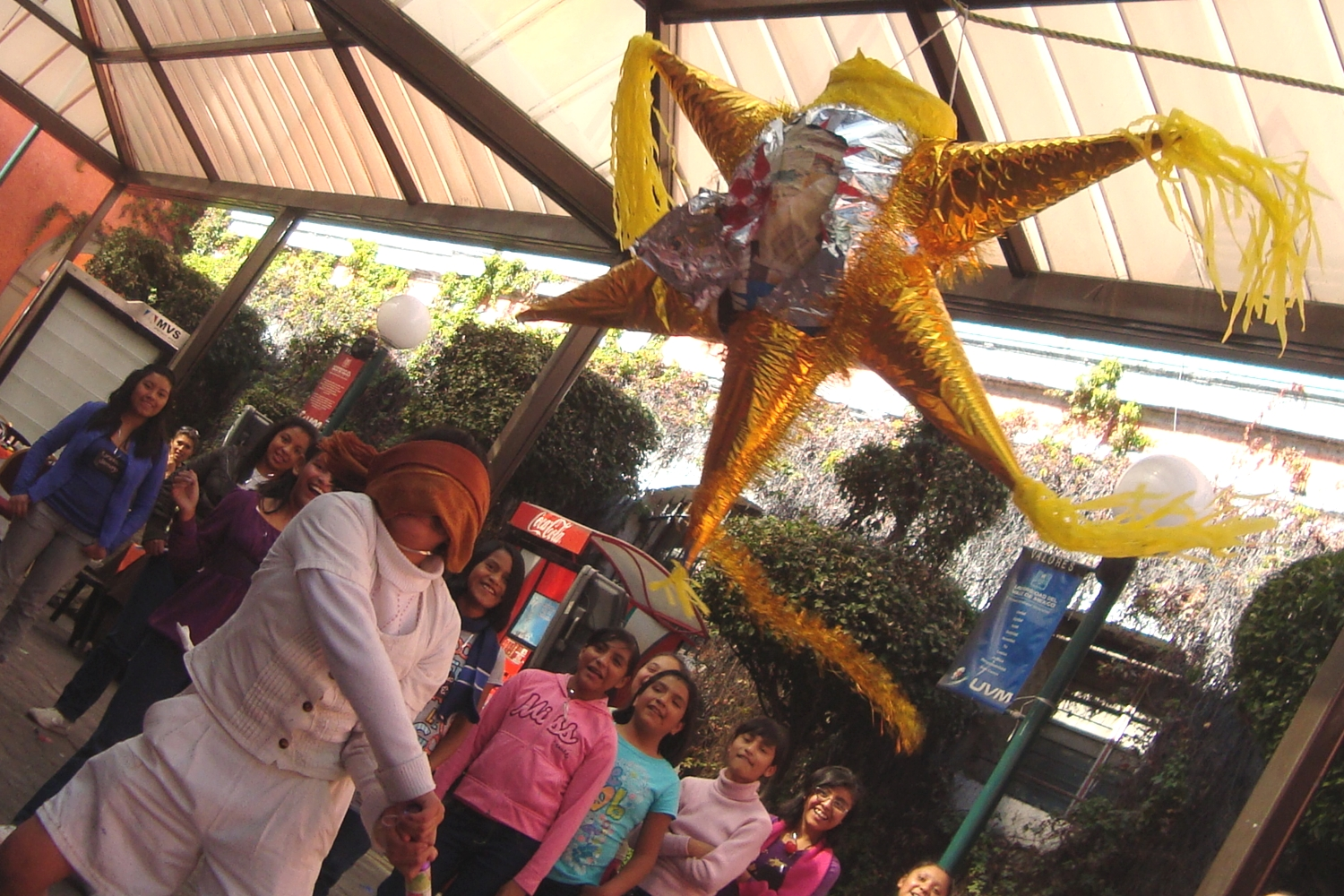
Kinder in Mexiko-Stadt feiern Las Posadas mit einer traditionellen sternförmigen Piñata.

Las Posadas (spanisch posada ‚Unterkunft, Herberge‘) sind vorweihnachtliche Feiern, die in Lateinamerika, Mexiko und auch im Südwesten der USA ab dem 16. Dezember gefeiert werden. Der Brauch wird nicht nur von römisch-katholischen Christen begangen, sondern findet sich auch im Kalender der Evangelisch-Lutherischen Kirche in Amerika. Es sind insgesamt 9 Tage (Novene); jeder Tag symbolisiert einen Monat der Schwangerschaft von Maria. Der Brauch stellt die Reise Marias und Josephs von Nazaret nach Bethlehem vor der Geburt Jesu und ihre Herbergssuche in Bethlehem dar. Die letzte Posada wird deshalb am Heiligabend gefeiert.
Die Tradition kommt von den Augustinern, welche in ihrem Versuch, die Indianer zu bekehren, deren Sitten nutzten, um sie dem christlichen Glauben anzupassen. So feierten die Azteken im Dezember das Kommen Huitzilopochtlis. Die erste Posada soll im Kloster von Acolman 52 km nordöstlich von Mexiko-Stadt stattgefunden haben. Der Augustinerprior Diego de Soria aus dem Kloster von San Agustin Acolman erreichte bei Papst Sixtus V., dass die neuntägige Andacht mit besonderen Ablässen bedacht wurde. Der in den Kirchen und in Klöstern begonnene Brauch wurde bald im häuslichen Umkreis und in Nachbarschaften heimisch. Dazu gab es immer Piñatas, und es wurden volkstümliche Weihnachtslieder gesungen.
Heutzutage treffen sich Freunde und Verwandte, täglich wechselnd, in einem Haus. Manche stehen vor der Eingangstür und stellen Maria und Joseph dar, die um eine Bleibe bitten. Im Haus ist der Gastwirt mit seinen Gästen. Abwechselnd wird gesungen. Alle haben eine kleine Kerze in der Hand. Manchmal tragen Kinder die Figuren Maria, Joseph und den Esel in der Hand.

## Gesang
| Die draußen Stehenden beginnen zu singen:                                                            | Deutsche Übersetzung:                                                                                           |
| En el nombre del cielo os pido posada pues no puede andar mi esposa amada.                           | Im Namen des Himmels bitte ich euch um Unterkunft weil meine geliebte Frau nicht mehr weiter laufen kann.       |
| Im Haus wird geantwortet mit:                                                                        | |
| Aquí no es mesón, sigan adelante Yo no debo abrir, no sea algún tunante.                             | Dies ist keine Pension geht weiter ich kann nicht öffnen, du könntest ein Gauner sein.                          |
| Alle weiteren Verse wechselt man sich ab.                                                            | |
| No seas inhumano, tennos caridad, que el Dios de los cielos te lo premiará.                          | Sei nicht unmenschlich, zeig ein bisschen Nächstenliebe, denn Gott im Himmel wird dich belohnen.                |
| Ya se pueden ir y no molestar porque si me enfado os voy a apalear.                                  | Ihr könnt jetzt gehen und uns nicht weiter belästigen weil wenn ich böse werde werde ich euch verprügeln.       |
| Venimos rendidos desde Nazaret, yo soy carpintero de nombre José.                                    | Wir kommen todmüde aus Nazareth ich bin ein Tischler und heiße Josef.                                           |
| No me importa el nombre, déjenme dormir, pues que yo les digo que nos hemos de abrir.                | Dein Name ist mir egal, lasst mich schlafen, ich habe euch schon gesagt dass wir die Tür nicht öffnen werden.   |
| Posada te pide, amado casero, por sólo una noche la Reina del Cielo.                                 | Ich bitte dich um Unterkunft geliebter Hausbesitzer Ja Mutter wird sie werden, die Königin des Himmels.         |
| Pues si es una reina quien lo solicita, ¿cómo es que de noche anda tan solita?                       | Wenn es eine Königin ist die bittet, wie kann es dann sein, dass sie in der Nacht so einsam reist?              |
| Mi esposa es María, es Reina del Cielo y madre va a ser del Divino Verbo.                            | Meine Ehefrau ist Maria sie ist die Königin des Himmels und sie wird Mutter sein des heiligen Jesus.            |
| ¿Eres tú José? ¿Tu esposa es María? Entren, peregrinos, no los conocía.                              | Du bist Josef? Deine Ehefrau ist Maria? Kommt herein, Pilgernde ich habe euch nicht erkannt.                    |
| Dios pague, señores, vuestra caridad, y que os colme el cielo de felicidad.                          | Möge Gott euch belohnen für eure Wohltätigkeit und möge der Himmel angereichert sein mit Glückseligkeit.        |
| ¡Dichosa la casa que alberga este día a la Viren pura. la hermosa María!                             | Glückliches Heim das diesen Tag schützt die heilige Jungfrau die wunderschöne Maria.                            |
| Zum Schluss singen alle:                                                                             | |
| Entren, Santos Peregrinos, reciban este rincón, que aunque es pobre la morada, os la doy de corazón. | Tretet ein, heilige Pilger, nehmt diese Nische, und obwohl diese Wohnung arm ist, gebe ich sie euch von Herzen. |